# Експедиція до пекла
«Експедиція до пекла» (первісна назва «Погоня в Космосі») — фантастична повість-казка з елементами гумористичної фантастики письменника С. Ярославцева (псевдонім Аркадія Стругацького) за участю Бориса Стругацького 1974 року. Перший твір, створений Аркадієм Стругацьким під псевдонімом С. Ярославцев. Перекладено чеською та болгарською мовами[джерело?].

## Сюжет
XXIV століття. Золота доба людства. На узбережжі Північного Океану, який завдяки втручанню людей перестав бути холодним, жили троє друзів, яких усі звали Атос (майстер, фахівець із робототехніки), Портос (професійний спортсмен-багатоборець) та Араміс (вчений). Їхню подругу Галю всі називали д'Артаньян-у-спідниці. Друзі стикаються зі зграєю вільного пірата Двоголового Юла, що прилетів на планету Земля викрадати її мешканців з метою работоргівлі. Двоголовий Юл — єдиний гуманоїд на Планеті Негідників (більшість негідників — членистоногі, правитель-олігарх — головоногий молюск, його ординарець виглядає як гібрид слона, пінгвіна та кажана). Схожий на двоголову людину. Зріст приблизно три метри. Вік невідомий, але на планеті Земля він уперше побував за вісімсот років до описуваних подій. Має блідо-зелену шкіру, чорні кістки, зелену кров і три серця. Харчується неорганікою (зокрема, ртуть і оцтова есенція діють на нього, як спиртне), але здатний вживати органіку, зокрема живих розумних істот. У зграю Двоголового Юла входять Ку (мавпа, яка протухає за додатної температури, але повністю працездатна за будь-якої від'ємної температури), Кі (кишковопорожнинне, виглядає як гігантська морська зірка, має сильну здатність до мімікрії), Ка (ящір, є метаморфом, здатний набувати образів живих істот і неживих предметів), Ятуркенженсірхів (шпигун, якого носять із собою, антропоморфний альбінос, схожий на кошеня і кроленя). Боцман Двоголового Юла загинув за чотириста років до подій (мабуть, під час Другої світової війни на території СРСР), під час другого відвідування піратом планети Земля. Портос, жертвуючи життям, зриває роботу Двоголового Юла. Той викрадає Галю, яку планує використовувати як домашню тварину, і залишає планету Земля. Атос та Араміс, заручившись підтримкою Третьої Космічної Ескадри, кидаються навздогін.

## Створення

### «Погоня в космосі»
1972 року брати почали писати сценарій мультфільму під назвою «Погоня в Космосі». Замовником сценарію був Федір Хитрук, але його не задовольнив вигаданий Стругацькими замість філософської сатири пригодницький сюжет. Хитрук залучив до постановки цього сценарію спочатку Василя Ліванова, потім В'ячеслава Котьоночкіна. Зйомки майбутнього фільму було заплановано кіностудією «Союзмультфільм» на 1974 рік, але скасовано рішенням Держкіно СРСР. Пізніше Стругацькі намагалися запропонувати цей сценарій під назвою «Несумні хлопці» творчому об'єднанню «Екран», де зрештою й було знято «Космічні прибульці».

### «Експедиція до пекла»
Після цього Аркадій Стругацький сам переробив сценарій у казку, перша та друга частина якої вийшла 1974 року в альманасі «Світ Пригод», а третя — 1984 року, в журналі «Уральський слідопит». Повністю повість-казку видано 1988 року.

## Літературні ремінісценції
Повість, як і багато інших творів братів Стругацьких, багата літературними ремінісценціями, як прихованими, так і явними цитатами. Так наприклад:
- Атос, Портос і Араміс — імена головних героїв роману Дюма «Три мушкетери»
- «Прекрасний і звичний на планеті Земля та в її околицях…» — перші рядки третьої частини повісті, близько до тексту повторюють початок роману Булгакова «Біла гвардія»
- Ятуркенженсірхів — ім'я одного з піратів — це не зовсім точний ананім рядка з вірша Пушкіна, «Зимовий вечір»
- Макомбер — ім'я флагмана взято з оповідання Хемінгуея «Недовге щастя Френсіса Макомбера»
- Вітема — ім'я господаря таверни запозичене з роману Нік. Шпанова «Війна „невидимок“»
- Пузатий Пацюк та сцена візиту до нього Івана, очевидно, перегукуються з відповідним персонажем та сценою з ковалем Вакулою з повісті Гоголя «Ніч перед Різдвом»
- «Розмова з другом не повертає молодості» — з роману Л. Леонова «Дорога на Океан»
- «Портфель зі шкіри венеріанського бегемота» — можливо, походить від «куртки зі шкіри сатурніанського бегемота» з повісті Г. Садовнікова «Продавець пригод»
- «… часи, сповнені великих і дивних чудес» — фраза, що сходить до заключних слів роману «Соляріс» С. Лема
- «Елементарна деформація простору-часу в складках десплузійних шарів при накладенні паралельних просторів…» — із відповіді на анкету для любителів фантастики, опубліковану в збірці «Фантастика-1966», майбутнього письменника-фантаста, а тоді 13-річного підлітка, В. Рибакова .
- «А збунтуйте його! А роз'єрепеньте його! Щоби відчув!» (рос. «А взбутетеньте его! А взъерепеньте его! Чтобы восчувствовал!») — із книги Помяловського «Нариси бурси»

## Нагороди

### Номінації
- Велике Кільце, 1988 — Велика форма[5]